# Felix Aylmer
Felix Aylmer, geboren als Felix Edward Aylmer Jones (Corsham, 21 februari 1889 - Surrey, 2 september 1979) was een Brits acteur.

## Levensloop en carrière
Aylmer werd geboren in Corsham. In 1930 speelde hij zijn eerste filmrol in Escape. Zijn grootste rollen speelde hij in Hamlet (1948), Quo Vadis (1951), Ivanhoe (1952) en The Mummy (1959).
Aylmer was van 1915 tot 1975 gehuwd met Cecily Byrne. Hij overleed op 90-jarige leeftijd in 1979.
- Biblioteca Nacional de España: XX5297315
- Bibliothèque nationale de France: cb13930107f (data)
- Gemeinsame Normdatei: 1061455114
- International Standard Name Identifier: 0000 0000 8094 4335
- Library of Congress Control Number: n87911746
- Nationale Bibliotheek van Israël: 987007424958305171
- Nederlandse Thesaurus van Auteursnamen: 086625012
- SNAC: w66122z5
- Système universitaire de documentation: 060344563
- Virtual International Authority File: 14961190
- WorldCat: E39PBJfh4yv7VHDjqVjr4Bg3Qq